# Cristóval
Cristóval és una freguesia portuguesa del concelho de Melgaço, amb 4,74 km² de superfície i 619 habitants (2001). La seva densitat de població és de 130,6 hab/km². En el seu entorn es troba el punt més a nord de Portugal.